# Fritillaria crassifolia
Fritillaria crassifolia är en liljeväxtart som beskrevs av Pierre Edmond Boissier och Alfred Huet du Pavillon. Fritillaria crassifolia ingår i Klockliljesläktet och i familjen liljeväxter.

## Underarter
Arten delas in i följande underarter:
- F. c. crassifolia
- F. c. hakkarensis
- F. c. poluninii